# Rufino Valdivieso
Rufino Valdivieso (Cañete) fue un futbolista Peruano que desempeñaba de defensa. Tuvo pasos importantes por el Mariscal Sucre, Sporting Tabaco y Universitario, en este último siendo campeón en 1946 y 1949.

## Trayectoria
Nació en Cañete pero a los 3 años se va para la ciudad de lima, su primo Pedro Valdivieso también fue futbolista del Sporting tabaco, debutó en el fútbol profesional fue en Sporting Tabaco teniendo buen rendimiento, después ficha por  Mariscal Sucre eso le basto para fichar por universitario, en 1946 llega al club merengue siendo suplente saliendo campeón ese año, pero fue a partir de 1947 en que se hizo titular inamovible en la zaga crema. En 1949 Rufino Valdivieso fue el mejor de la zaga de la U que consiguió el título de ese año ese equipo corformada por Andrés da Silva, Alberto Terry, Walter Ormeño, Gilberto Torres entre otros.
Rufino se retira del fútbol profesional en 1953.

## Clubes
| Club            | País | Año       |
| --------------- | ---- | --------- |
| Sporting Tabaco | Perú | ?         |
| Mariscal Sucre  | Perú | ?         |
| Universitario   | Perú | 1946-1953 |

## Palmarés
| Título                    | Club                      | País | Año  |
| ------------------------- | ------------------------- | ---- | ---- |
| Primera División del Perú | Universitario de Deportes | Perú | 1946 |
| Primera División del Perú | Universitario de Deportes | Perú | 1949 |